# 28e régiment d'infanterie « von Goeben » (2e régiment d'infanterie rhénan)
Pour les articles homonymes, voir 28e régiment.
Le 28e régiment d'infanterie « von Goeben » (2e régiment d'infanterie rhénan) (Infanterie-Regiment „von Goeben“ (2. Rheinisches) Nr. 28) est une unité d'infanterie de l'armée prussienne.

## Désignation
Le régiment, dont les origines remontent à l'année 1672, est créé le 5 décembre 1813 au sein du gouvernement général de Berg en tant que 1er régiment d'infanterie, et est transféré à l'armée prussienne le 25 mars 1815 en tant que 28e régiment d'infanterie. Du 5 novembre 1816 à 1823, il porte la désignation de 28e régiment d'infanterie (2e régiment d'infanterie rhénan).
- 10 mars 1826-1860: 28e régiment d'infanterie
- 4 juillet 1860-1889: 28e régiment d'infanterie (2e régiment d'infanterie rhénan)

Le 27 janvier 1889, le régiment porte le nom du général prussien August Karl von Goeben et porte la désignation de 28e régiment d'infanterie « von Goeben » (2e régiment d'infanterie rhénan) jusqu'à sa dissolution le 12 décembre 1918 à Neuenkirchen près d'Osnabrück.

## Garnisons
Pour la première fois en 1820-23, le régiment est à Coblence et Ehrenbreitstein, puis à nouveau en 1831-32 et 1839 (à la forteresse d'Ehrenbreitstein), 1851-60 à Coblence et 1859 à la forteresse d'Ehrenbreitstein. De 1877 jusqu'au début de la guerre en 1914, le régiment est avec:
- le 1er bataillon dans la caserne à colombages de l'Asterstein
- le 2e bataillon dans la flèche de Bubenheim (de), dans la flèche de Neuendorf (de), dans le fort empereur François (de) et dans la caserne de campagne de Neuendorf
- le 3e bataillon dans l'Oberehrenbreitstein, dans le Hornwerk (seulement la 12e compagnie) et dans le Vorwerk Helffenstein.

Les bâtiments de la caserne (caserne d'infanterie) dans la Steinstraße à Coblence-Rauental, qui ont été planifiés et approuvés pour une consolidation du régiment en 1913, ne sont pas encore achevés au début de la guerre en 1914. La mise en service est initialement prévue pour l'automne 1915 De ces casernes, des bâtiments existent encore et ont été planifiés :
- Une maison d'équipe pour le 1er bataillon à Scharnhorststrasse (maintenant un immeuble résidentiel)
- Le bâtiment de la ferme du 1er bataillon de la Steinstrasse (aujourd'hui école primaire)
- Une maison d'équipe (maintenant bâtiment résidentiel), le bâtiment de la ferme et le bâtiment des gardes (maintenant le bureau d'enquête de l'État de Rhénanie-Palatinat) pour le 2e bataillon de la Blücherstrasse

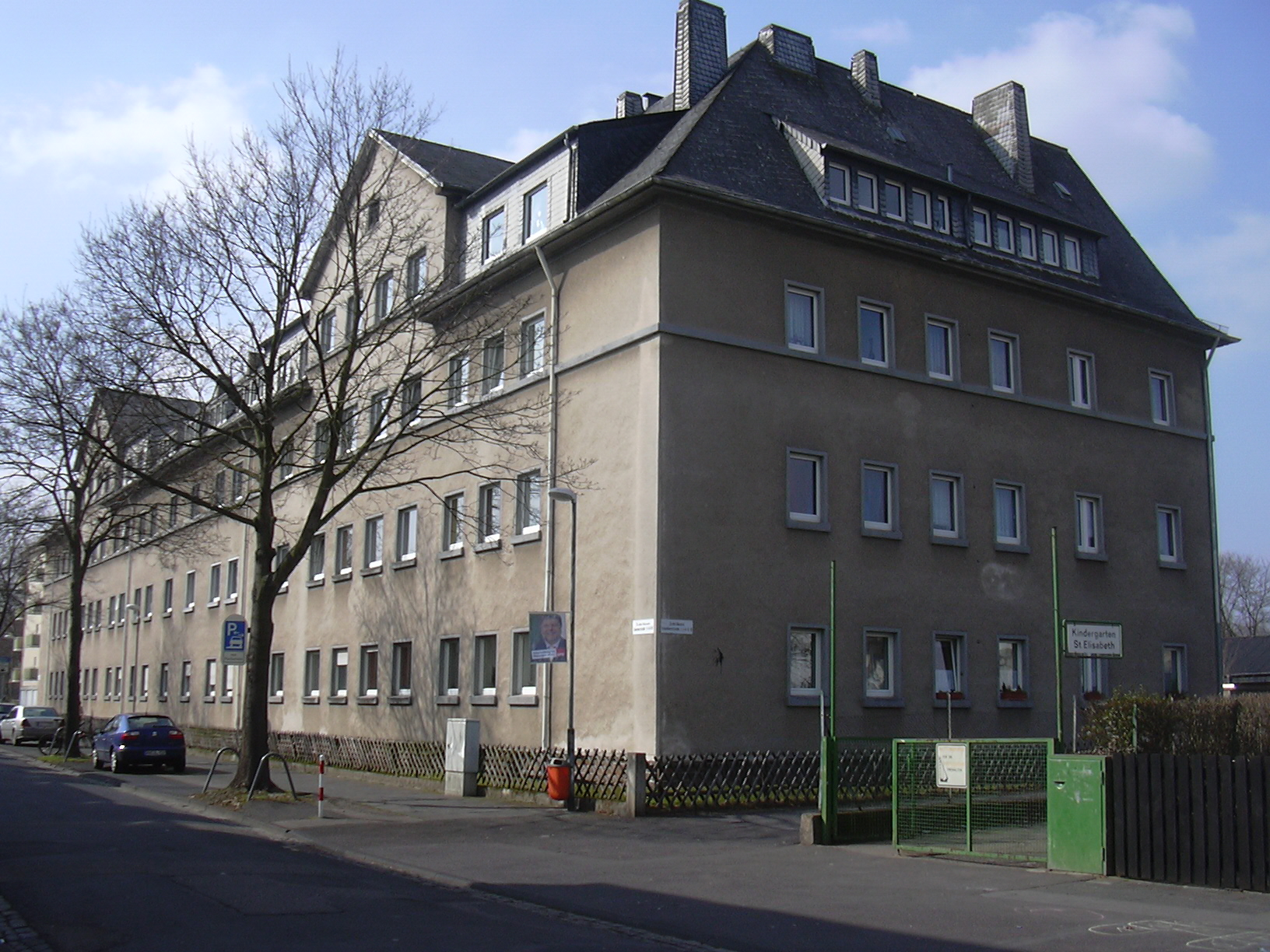
La maison d'équipe prévue du 1er Bataillon à Scharnhorststrasse

Les bâtiments restants sont détruits lors de bombardements ou démolis au début du XXIe siècle.
Il fait partie de la garnison régulière de la garnison prussienne de Coblence (de) et d'Ehrenbreitstein et y est stationné jusqu'en 1914 au sein de la 30e brigade d'infanterie.

## Calendrier de bataille

### Guerres napoléoniennes
- 1814 - Attaque simulée sur Cologne et siège de Mayence
- 1815 - Batailles à Couillet et Gilly, batailles à Ligny et Waterloo, batailles à Villers-Cotterêts, Banves et Issy, siège de Laon.

### Révolution de Bade
Participation du 1er bataillon au détachement de Brandenstein et du bataillon de fusiliers avec le 1er corps d'armée dans la 1re division d'infanterie ; occupation et bombardement de Ludwigshafen, batailles de Waghäusel et Durlach, reconnaissance contre Muggensturm, batailles de Bischweier et Kuppenheim, bataille de poursuite d'Iffezheim.

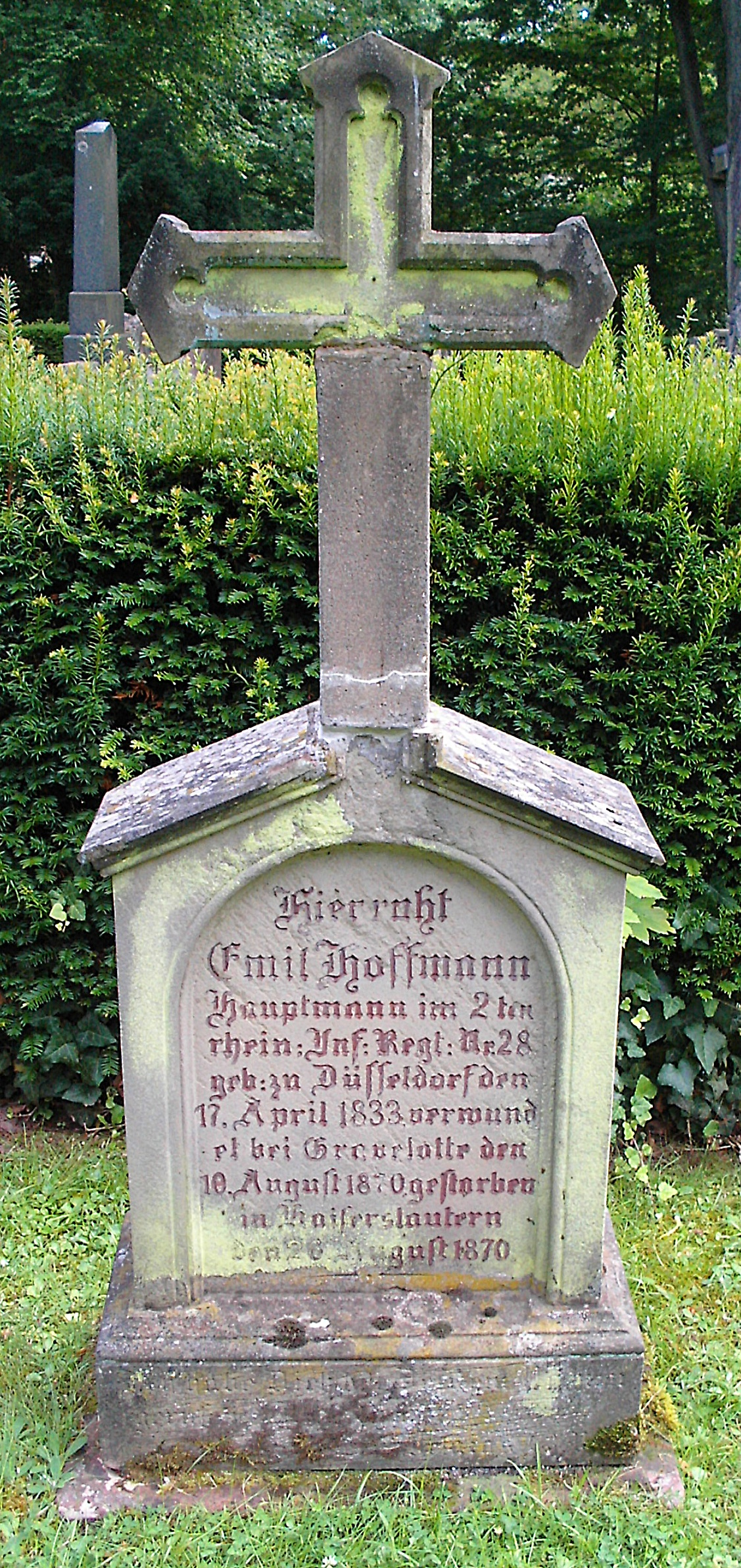
Tombe du capitaine du 28e régiment d'infanterie Emil Hoffmann, mortellement blessé à la bataille de Saint-Privat en 1870; Cimetière principal de Kaiserslautern

### Guerre austro-prussienne
Lors de la guerre contre l'Autriche en 1866, le régiment participe aux batailles de Hühnerwasser, Münchengrätz, Sadowa et Jakobau avec la 15e division dans l'armée de l'Elbe.

### Guerre franco-prussienne
Au sein de la 15e division d'infanterie du 8e corps d'armée, le régiment participe à la bataille de Saint-Privat, à la bataille de Berteaucourt-lès-Thennes, aux batailles d'Amiens et de l'Hallue, à la bataille de Tertry-Pœuilly, à la bataille de Saint-Quentin et au siège de Metz.

### Première Guerre mondiale
Avec le début de la Première Guerre mondiale, le régiment est mobilisé au sein de la 30e brigade d'infanterie de la 16e division. Tout au long de la guerre, l'unité a été déployée à plusieurs reprises sur les points chauds des fronts ouest et est. Cela explique également le taux élevé de pertes de 308 officiers et 10 086 sous-officiers et hommes engagés du régiment et de ses formations de campagne.

#### 1914
- 22 et 23 août - Bataille de Neufchâteau
- 24 au 29 août - Bataille de la Meuse/Donchery
- 30 août au 5 septembre - Batailles de poursuite de la Meuse à la Marne
- 6-12 septembre - Bataille de la Marne
- 30 septembre au 19 décembre - Guerre de tranchées en Champagne près de Souain
- 20 au 30 décembre - Bataille de Souain
- à partir du 31 décembre - Guerre des tranchées en Champagne

#### 1915
- jusqu'au 7 janvier - Guerre des tranchées en Champagne
- 8-13 janvier - Bataille de Perthes-lès-Hurlus et Beauséjour
- 14. au 31 janvier - Guerre des tranchées en Champagne
- 1er au 5 février - 2e bataille de Perthes-lès-Hurlus et Massiges
- 6-15 février - Guerre des tranchées en Champagne
- 16. à 19 février - 3e bataille de Perthes-lès-Hurlus
- 20 février au 20 mars - bataille d'hiver en Champagne
- 21 à 31 mars - Guerre des tranchées en Champagne
- 13 mai au 19 juin - Bataille de La Bassée dans le Neuville-St. Vaast-Arras
- à partir du 30 juin - combats dans l'Aisne près de Nouvron-Vingré

#### 1916
- jusqu'au 28 juillet - combats dans l'Aisne près de Nouvron-Vingré
- 29 juillet au 25 août - Bataille de la Somme près de Thiepval
- 26 août au 3 octobre - Guerre de tranchées sur l'Aisne (coin Laffaux)
- 4 au 30 octobre - Batailles sur la Somme à Sailly
- 31 octobre au 19 novembre - combats sur l'Aisne
- à partir du 25 novembre - Guerre de tranchées sur le Styr supérieur et Stochod/Volhynie

#### 1917
- jusqu'au 19 mai - Guerre de tranchées sur le Styr supérieur et Stochod/Volhynie
- 25 juin au 21 juillet - Bataille pour le saillant de Wytschaete (de)/Flandre-Occidentale
- 22 juillet au 3 septembre - bataille d'été en Flandre
- 4 au 30 septembre - patrouille frontalière à la frontière belgo-néerlandaise
- 4 au 15 octobre - Combats en Flandre près de Langemark-Poelkapelle
- à partir du 21 novembre 1917 - Combats en Flandre près de Passchendaele

#### 1918
- jusqu'au 18 janvier - Combats en Flandre près de Passchendaele
- 19 février au 4 avril - combats en Flandre
- 9-18 avril - Bataille d'Armentières
- 19 avril au 2 mai - Guerre de tranchées en Flandre française
- 14 mai au 6 juillet - Guerre de tranchées en Flandre française
- 14 juillet au 4 août - Guerre de tranchées en Flandre française
- 5 au 18 août - Combats près d'Ypres et de La Bassée
- 27 août au 1er septembre - Bataille de Monchy et Bapaume
- 7 septembre au 11 novembre - batailles défensives en position Anvers-Meuse

### Après-guerre
À la fin de la guerre, les restes du régiment rentrent chez eux, où ils sont démobilisés à Quakenbrück à partir du 12 décembre 1918.
Une unité de sécurité est créée à partir de pièces du régiment, puis transférée au bataillon des volontaires de Rhénanie. En juin 1919, cela forme le département sur-planifié de la Reichswehr en Rhénanie, qui est incorporée à la Reichswehr provisoire en tant que 3e bataillon du régiment d'infanterie de la Reichswehr le 1er octobre 1919.
La tradition est reprise dans la Reichswehr par décret du 24 août 1921 du chef du commandement de l'armée général de l'infanterie Hans von Seeckt, par la 3e compagnie du 16e régiment d'infanterie à Brême.

## Chefs de régiment
| Grade                  | Nom                            | Date                               |
| ---------------------- | ------------------------------ | ---------------------------------- |
| Feldmarschall          | Arthur Wellesley de Wellington | 18 avril 1826 au 14 septembre 1852 |
| General der Infanterie | Eduard von Bonin               | 20 septembre 1861 au 13 mars 1865  |
| General der Infanterie | August Karl von Goeben         | 16 juin 1871 au 13 novembre 1880   |
| Feldmarschall          | George de Cambridge            | 2 août 1889 au 17 mars 1904        |

## Commandants
| Grade                  | Nom                                      | Date                                                     |
| ---------------------- | ---------------------------------------- | -------------------------------------------------------- |
| Major                  | Ludwig von Quadt von Hüchtenbruck (de)   | 31 mars au 9 octobre 1815                                |
| Oberstleutnant         | Alexander von Ledebur (de)               | 10 octobre au 11 décembre 1815                           |
| Oberstleutnant/ Oberst | Ludwig von Quadt-Hüchtenbruck            | 12 décembre 1815 au 29 mars 1832                         |
| Oberstleutnant         | Werner von Below (de)                    | 30 mars 1832 au 19 février 1833 (chargé de la direction) |
| Oberstleutnant/ Oberst | Werner von Below                         | 20 février 1833 au 9 mai 1837                            |
| Oberst                 | Franz Wilhelm von Barfus-Falkenburg (de) | 18 août 1837 au 18 mai 1838 (chargé de la direction)     |
| Oberst                 | Franz Wilhelm von Barfus-Falkenburg      | 19 mai 1838 au 6 avril 1842                              |
| Oberst                 | Leopold Otto von Niesewand (de)          | 7 avril 1842 au 26 mars 1847                             |
| Oberst                 | Johann Berger                            | 27 mars 1847 au 28 mai 1849                              |
| Major                  | Theodor von Lüttichau (de)               | 29 mai au 1er juin 1849 (chargé de la direction)         |
| Oberstleutnant         | Leopold von Bessel                       | 2 juin 1849 au 23 octobre 1850                           |
| Oberstleutnant/ Oberst | Gottfried von Boenigk (de)               | 24 octobre 1850 au 1er avril 1855                        |
| Oberst                 | Richard von Fircks                       | 10 mai 1855 au 7 mai 1856                                |
| Oberst                 | Heinrich Adolf von Zastrow               | 8 mai 1858 au 13 août 1856                               |
| Oberstleutnant/ Oberst | Heinrich von Winning (de)                | 14 août 1856 au 19 janvier 1859                          |
| Oberstleutnant/ Oberst | Rudolf von Schlegel (de)                 | 20 janvier 1859 au 28 janvier 1863                       |
| Oberstleutnant/ Oberst | Friedrich von Gerstein-Hohenstein        | 29 janvier 1863 au 14 juillet 1866                       |
| Oberst                 | Hermann von Kontzki                      | 15 juillet 1866 au 17 juillet 1870                       |
| Oberstleutnant/ Oberst | Heinrich von Rosenzweig (de)             | 18 juillet 1870 au 14 septembre 1874                     |
| Oberst                 | Karl von Wittich                         | 15 septembre 1874 au 17 janvier 1881                     |
| Oberst                 | Gneomar Natzmer                          | 18 janvier 1881 au 14 avril 1886                         |
| Oberst                 | Paul von Heimburg (de)                   | 15 avril 1886 au 15 février 1889                         |
| Oberst                 | Leo von Schleinitz (de)                  | 16 février 1889 au 28 mars 1892                          |
| würt. Oberst           | Hermann von Bilfinger (de)               | 29 mars 1892 au 17 juin 1893                             |
| Oberst                 | Wilhelm von Menges (de)                  | 17 juin 1893 au 21 mars 1897                             |
| Oberst                 | Albert Thiele                            | 22 mars 1897 au 21 mai 1899                              |
| würt. Oberst           | Edmund von Falkenstein (de)              | 22 mai 1899 au 16 février 1903                           |
| Oberst                 | Arthur von Tilly                         | 17 février 1903 au 13 avril 1907                         |
| Oberst                 | Richard von Loeben                       | 14 avril 1907 au 22 mars 1910                            |
| Oberst                 | Paul von Liebeskind                      | 23 mars 1910 au 21 mars 1913                             |
| Oberst                 | Hans von Oppen                           | 22 mars 1913 au 25 août 1914                             |
| Oberstleutnant         | Theodor Pennrich                         | 26 août 1914 au 20 janvier 1915                          |
| Oberstleutnant         | Hermann Kirchner                         | 21 janvier au 3 mai 1915                                 |
| Oberstleutnant         | Max Transfeldt                           | 4 mai au 29 juillet 1915                                 |
| Oberstleutnant         | Georg von Wodtke                         | 30 juillet 1915 au 20 septembre 1916                     |
| Oberstleutnant         | Hans von Oidtmann                        | 21 septembre 1916 au 29 juin 1918                        |
| Oberstleutnant         | Theodor von Selle                        | 30 juin au 11 juillet 1918 (chargé de la direction)      |
| Oberstleutnant         | Hans von Oidtmann                        | 12 juillet 1918 au 30 septembre 1919                     |

## Mémorial et plaque

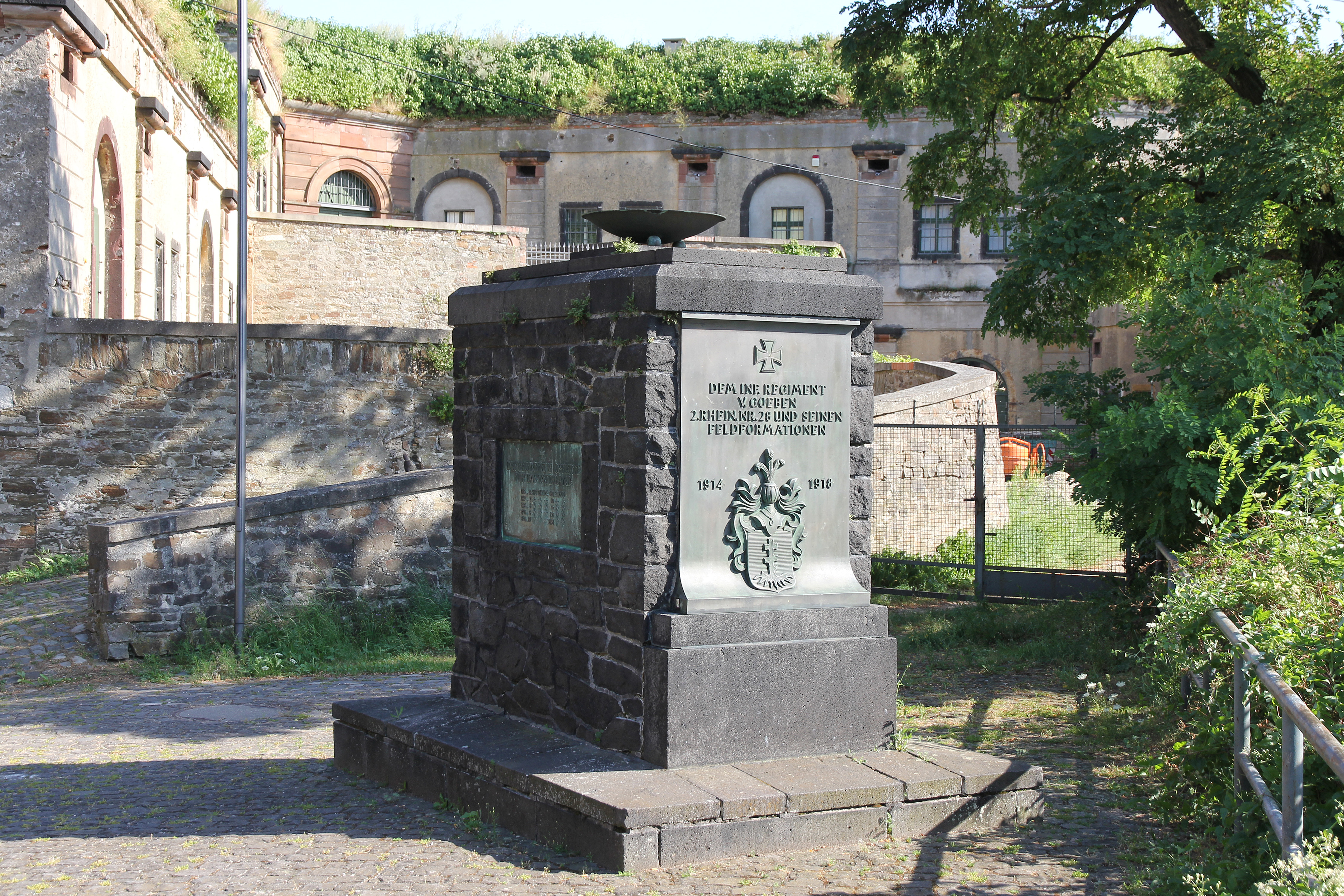
Le mémorial de guerre du 28e régiment sur le Helfenstein à Coblence

Sur le Helfenstein, dans la forteresse Ehrenbreitstein à Coblence au sud d'Ober-Ehrenbreitstein, se trouve un mémorial pour les soldats tombés au combat du régiment se dresse depuis 1930. Le mémorialest érigé en 1930, 50 ans après la mort du général prussien August Karl von Goeben. À l'origine, un lanceur de grenades à main se trouvait sur le piédestal, qui est encore conservé aujourd'hui. Après le remplacement des troupes américaines par des soldats d'occupation français, le fantassin est démonté dans le cadre d'un nettoyage du monument ; le piédestal est gravement endommagé à cette occasion. Une plaque en relief (une mère pleurant son fils tombé au combat), ainsi qu'une plaque d'inscription avec la liste des victimes du régiment, qui ont été créées dans la fonderie Preuss & Alf de Neuss, été conservées. En 1960, des soldats du Panzergrenadierbataillon 142, qui est stationné à Coblence à l'époque, ont assemblé les restes du piédestal brisé pour en faire une nouvelle pierre commémorative de forme simple et ont placé un bol enflammé sur le piédestal. Les anciennes plaques, ainsi qu'une nouvelle plaque d'armoiries, sont insérées dans la pierre commémorative.
Dans le cimetière principal de Coblence, une plaque commémore les morts du régiment dans la salle d'honneur du bosquet d'honneur pour les morts de la Première Guerre mondiale.